# Єльченко Володимир Юрійович
Володимир Юрійович Єльченко (27 червня 1959, Київ, Українська РСР) — український дипломат. Постійний представник України при ООН (1997—2001, 2015—2019). Надзвичайний і Повноважний Посол України в США, та за сумісництвом в Антигуа і Барбуді та на Ямайці (2020—2021).

## Життєпис
Народився 27 червня 1959 року в Києві. Батько — Єльченко Юрій Никифорович, з 1987 до 1990 рр. завідувач відділу, секретар ЦК КПУ, 1-й секретар міському КПУ Києва.
Закінчив КНУ ім. Шевченка (1981), факультет міжнародних відносин і міжнародного права. Володіє іноземними мовами: російською, англійською.
З 1981 по 1984 — третій, другий секретар протокольного відділу Міністерства закордонних справ, Київ.
З 1984 по 1986 — Другий секретар відділу міжнародних організацій Міністерства закордонних справ, Київ.
З 1986 по 1992 — Другий секретар Постійного представництва України при ООН, м. Нью-Йорк.
З 1992 по 1993 — Перший секретар відділу міжнародних організацій Міністерства закордонних справ, Київ
З 02.1993 по 08.1993 — спостерігач в складі миротворчих сил ООН в колишній Югославії, Західний Сектор (Хорватія)
З 1993 по 1995 — заступник начальника Управління міжнародних організацій Міністерства закордонних справ, Київ.
З 1995 по 1997 — Начальник Управління міжнародних організацій Міністерства закордонних справ, м. Київ.
З 10.1997 по 08.2001 — Постійний представник України при ООН, м. Нью-Йорк.
З 2000 по 2001 — Постійний представник України в Раді Безпеки ООН.
У березні 2001 — Голова Ради Безпеки ООН.
З 2000 по 2001 — Заступник Міністра закордонних справ України.
З 2001 по 2003 — Заступник Державного секретаря Міністерства закордонних справ України.
З 03.2003 по 05.2003 — Державний секретар Міністерства закордонних справ України.
З 05.2003 по 03.2005 — Перший заступник Міністра закордонних справ України.
З 04.2005 по 23.01.2007 — Надзвичайний та Повноважний Посол України в Австрії.
З 04.2005 по 29.06.2010 — Постійний Представник України в міжнародних організаціях у Відні.
З 02.07.2010 по 9.12.2015 — Надзвичайний та Повноважний Посол України в Російській Федерації.
З 09.12.2015 — Постійний представник України при ООН, м. Нью-Йорк.
01.01.2016 — 31.12.2018 Постійний представник України в Раді Безпеки ООН.
11 травня 2019 року Володимир Єльченко призначений указом президента також послом на Ямайці за сумістництвом.
З 18 грудня 2019 року — посол України в США. 6 січня 2020 року — вручив вірчі грамоти Президенту США Дональду Трампу. 25 лютого 2021 року звільнений з посади.

## Діяльність

### У РФ
Посол Єльченко у 2010—2011 роках опинився в епіцентрі навколо конфлікту Бібліотеки української літератури в Москві, спровокованої силовими органами РФ;
17 березня 2014 МЗС України відкликало для консультацій посла України в Росії Єльченка у зв'язку з ситуацією в Автономній республіці Крим. 9 грудня 2015 року Президент Порошенко звільнив Єльченка з посади посла України в РФ та призначив головою представництва України в ООН.

### В ООН
9 грудня 2015 року призначений Указом Президента Порошенка постійним представником України при ООН, замінивши на цій посаді Юрія Сергеєва, який був представником України при ООН з 2007 року.
Посол України у США
18 грудня 2019 року призначений указом Президента Зеленського Надзвичайним і Повноважним Послом України в Сполучених Штатах Америки і переїхав разом з родиною з Нью-Йорка до Вашингтона. 25 лютого 2021 року звільнений з посади та замінений на Оксану Маркарову.

### Критика
Аскольд Лозинський, колишній президент Світового конґресу українців (1998—2008), у січні 2018 року відзначив пасивність Єльченка в Раді Безпеки ООН

На приблизно 500 засідань Ради Безпеки протягом двох років тільки два засідання, 28 квітня 2016 року і 2 лютого 2017 року, були скликані на пропозицію України для розглядання російської аґресії.
У своїх виступах на цих нарадах В. Єльченко жодного разу не порушив «задавнену» справу Криму. Правда, на першому засіданні виступав заступник Міністра закордонних справ України Вадим Пристайко, який коротко згадав про переслідування кримських татар та жодним словом — про повернення Криму Україні.

## Нагороди
- Ордени «За заслуги» всіх трьох ступенів (Україна), Cruzeiro do Sul (Бразилія).